# Theodor Griebel
Theodor Georg Friedrich Milder Berthus Griebel (* 24. Dezember 1838 in Heide; † 15. Februar 1875 in Kiel) war ein deutscher Jurist und Politiker der augustenburgischen Bewegung.

## Leben und Wirken
Theodor Griebel war als Mitglied der Familie Griebel ein Sohn des Pfennigmeisters Friedrich Griebel und dessen Ehefrau Louise Caroline Ernestine Johannsen. Er hatte zwei Schwestern, die jung verstarben. Griebel selbst blieb bis zu seinem Lebensende unverheiratet.
Bis zum Frühjahr 1859 lernte Giebel am Christianeum. Danach studierte er Philologie an der Universität Kiel, brach das Studium 1864 ab und arbeitete als Sekretär des Professors Karl Friedrich Lucian Samwer. Zur selben Zeit nahm er ein Studium der Rechtswissenschaften auf und beendete dieses 1867 mit dem Examen am Kieler Oberappellationsgericht. Danach studierte er Jura in Leipzig, wo er im Mai 1871 zum Doktor der Rechte promoviert wurde. Ende 1871 kehrte er als niedergelassener Anwalt nach Kiel zurück.
Nachdem Preußen die Herzogtümer annektiert hatte, trat Griebel politisch in Erscheinung. Er trat in die Schleswig-Holsteinische Liberale Partei ein, in der er 1867 den sogenannten Mittelblock um Albert Hänel und Wilhelm Hans Ahlmann, der pro-preußisch eingestellt war, anführte, und der mit der Deutschen Fortschrittspartei zusammenarbeiten wollte. Dies führte dazu, dass sich die Demokraten 1868 abspalteten und eine neue Partei gründeten. 1870 vereinbarte der Block um Ahlmann und Hänel ein Wahlkampfbündnis mit der Fortschrittspartei. Die verbliebenen Liberalen, die die preußische Lösung der Schleswig-Holstein-Frage ablehnten, bildeten daraufhin mit den Demokraten die Deutsch-Schleswig-Holsteinische Partei, die auch als „Landespartei“ bezeichnet wurde.
Die Deutsch-Schleswig-Holsteinische Partei wollte die Annexion der Herzogtümer rückgängig machen. Die Führung der Partei wollte eine Landesversammlung einberufen, die auf der Verfassung von 1848 basieren sollte. Ein solches Parlament sollte ein selbstständiges Schleswig-Holstein erwirken. Für ihre Öffentlichkeitsarbeit nutzte die Partei Eduard von Baudissins „Wochenblatt für Schleswig-Holstein“ unter der Redaktion des Lehrers A. P. Sönksen. Griebel schrieb unter dem Pseudonym „Der Rechtsfreund“ Kolumnen für die Itzehoer Nachrichten, die die Landespartei bis 1873 nicht ablehnte.

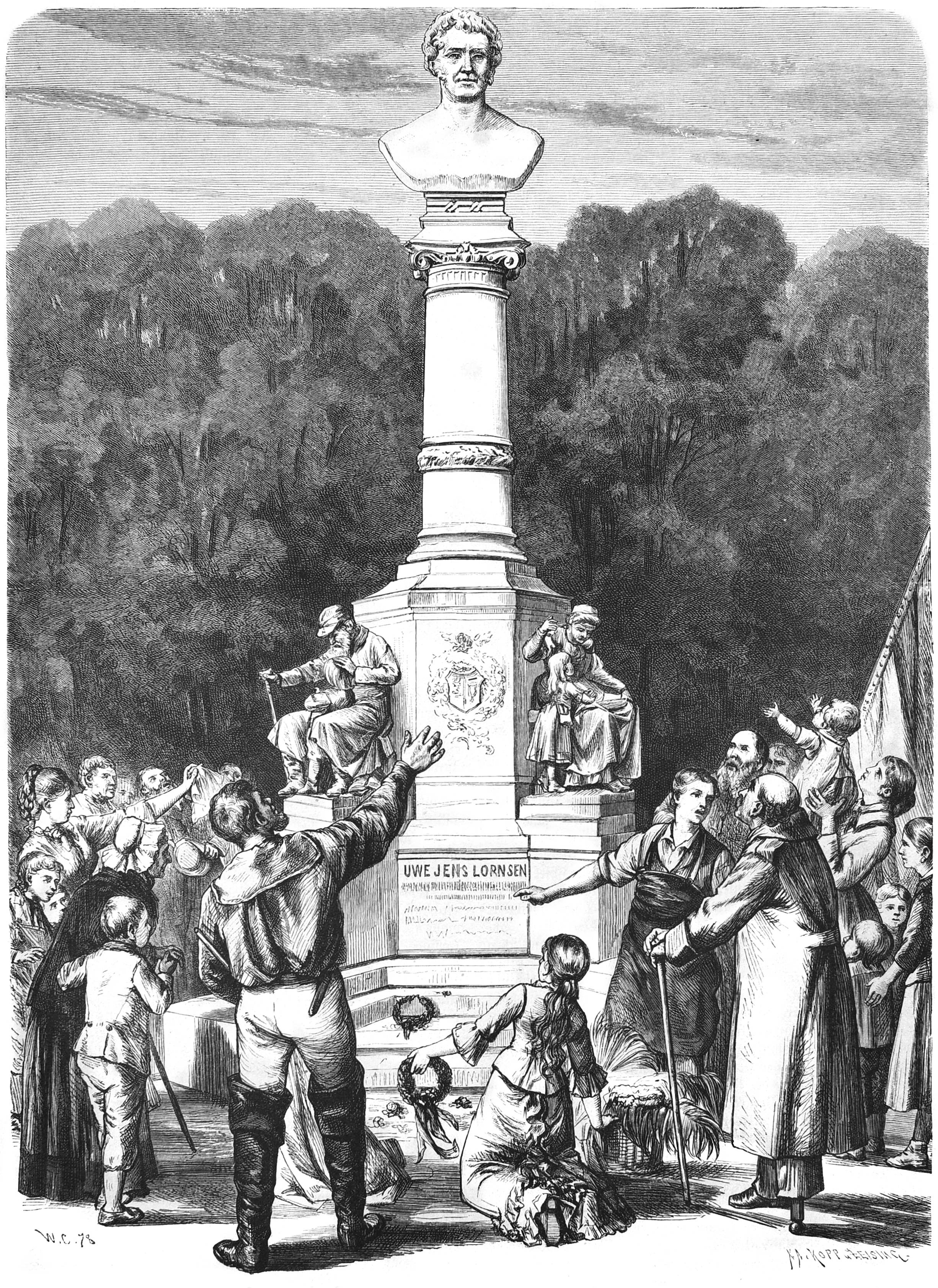
Einweihung des Lornsen-Denkmals in Rendsburg, in: Die Gartenlaube (1879)

1873 zog von Baudissin nach Lübeck. Danach führte Griebel die Partei, zu deren Mitglieder nahezu ausschließlich Personen gehörten, die den Erbanspruch der Augustenburger verteidigten. Griebel erwarb von Baudissins Wochenblatt und gab es als Schleswig-Holsteinisches Wochenblatt heraus. Dieses diente ab Mai 1874 anstelle der Itzehoer Nachrichten als Mitteilungsblatt der Kampfgenossenvereine. Im selben Jahr gehörte Griebel einem geschäftsführenden Ausschuss des Landeskomitees an, der den Bau eines Lornsen-Denkmals im Rahmen des 25. Jahrestages der Schleswig-Holsteinischen Erhebung plante. Die Veranstaltung sollte zunächst in Kiel stattfinden, wogegen die örtlichen Behörden protestierten. Stattdessen fand die Kundgebung zur Grundsteinlegung des Denkmals in Rendsburg statt und wurde in ganz Schleswig-Holstein beachtet. Es handelte sich um die letzte Großdemonstration, die augustenburgisch-separatistisch gesinnt war.
Da er dem preußischen König keinen Treueeid schwören wollte, ließ sich Griebel nicht als Kandidat für die Wahlen des Preußischen Landtags aufstellen. Er kandidierte stattdessen bei der Landtagswahl 1873 und der Reichstagswahl im Januar 1874 für den Wahlkreis 5 (Dithmarschen und Steinburg). Er erhielt in Dithmarschen die Mehrheit der Stimmen, den Wahlkreis insgesamt gewann jedoch Karl Lorentzen. Griebels Partei verlor immer mehr Mitglieder, die zumeist zur Deutschen Fortschrittspartei wechselten.
Griebel starb 1875. Die verbliebenen Parteimitglieder nutzten sein Begräbnis für eine antipreußische Demonstration. Griebel ließ seinen Nachlass notleidenden Gesinnungsgenossen zukommen. Zu ihnen gehörte der Lehrer A. P. Sönksen, der seine Stelle aufgrund seiner politischen Aktivitäten verlor.